# Exetasis calida
Exetasis calida är en tvåvingeart som först beskrevs av Christian Rudolph Wilhelm Wiedemann 1830.  Exetasis calida ingår i släktet Exetasis och familjen kulflugor. Inga underarter finns listade i Catalogue of Life.